# 農業補貼

美國的農業補貼

農業補貼是一種政府針對農業進行的介入補助，目的在保障農民生計，確保國內農產品供應穩定，以及影響農業成本與產品供應量。

## 原因
- 農業對一個國家十分重要，一般為國內最主要經濟活動之一。如果一個國家依賴進口的農產品，它的政治便會受外國供應制肘，在戰爭時期更可能因對外運輸中斷而糧食短缺。因此現今各國都無可避免地採立農產業保護措施。 （页面存档备份，存于）
- 農民收入不但通常都低於其他行業，而且浮動大，易受到天災影響。在許多發達國家，農業的生產成本又比發展中國家的大，加上需求量變化不大（價格需求彈性低），如無補助，收入可能相當低。

## 方式

### 一般資助
農民可因為種植某類特定的產品或使用某個指定的耕作方式而獲資助。資助的計算方式可按土地面積或生產量計算。
- 為了鼓勵有機耕作，國家部門或環保團體會向剛剛使用那些方法的農民提供補助。

### 目標價格
當農產品的實際價格低於政府定下的目標價格，政府便向農民發放補貼，確保農民每單位的出售的農產品的收入都在一定水平。
例：美國反循環補貼 (Counter-Cyclical Payment （页面存档备份，存于）)

### 價格支持
- 國內產量過多時，購入多餘生產的產品，增加整體需求，以確保均衡價格不低於一個指定水平。該等多餘的農產品可能由政府負責銷售到外地，或因人道或政治理由免費提供給外國。
例：美國農業部的商品信用融資公司（Commodity Credit Corporation, CCC）
- 國內產量不足時，對進口產品徵收關稅或限額，以確保均衡價格不高於一個指定水平。
例：歐盟共同農業政策（Common Agricultural Policy）

## 爭議
- 過度生產
- 不公平貿易